# Werther Lohse

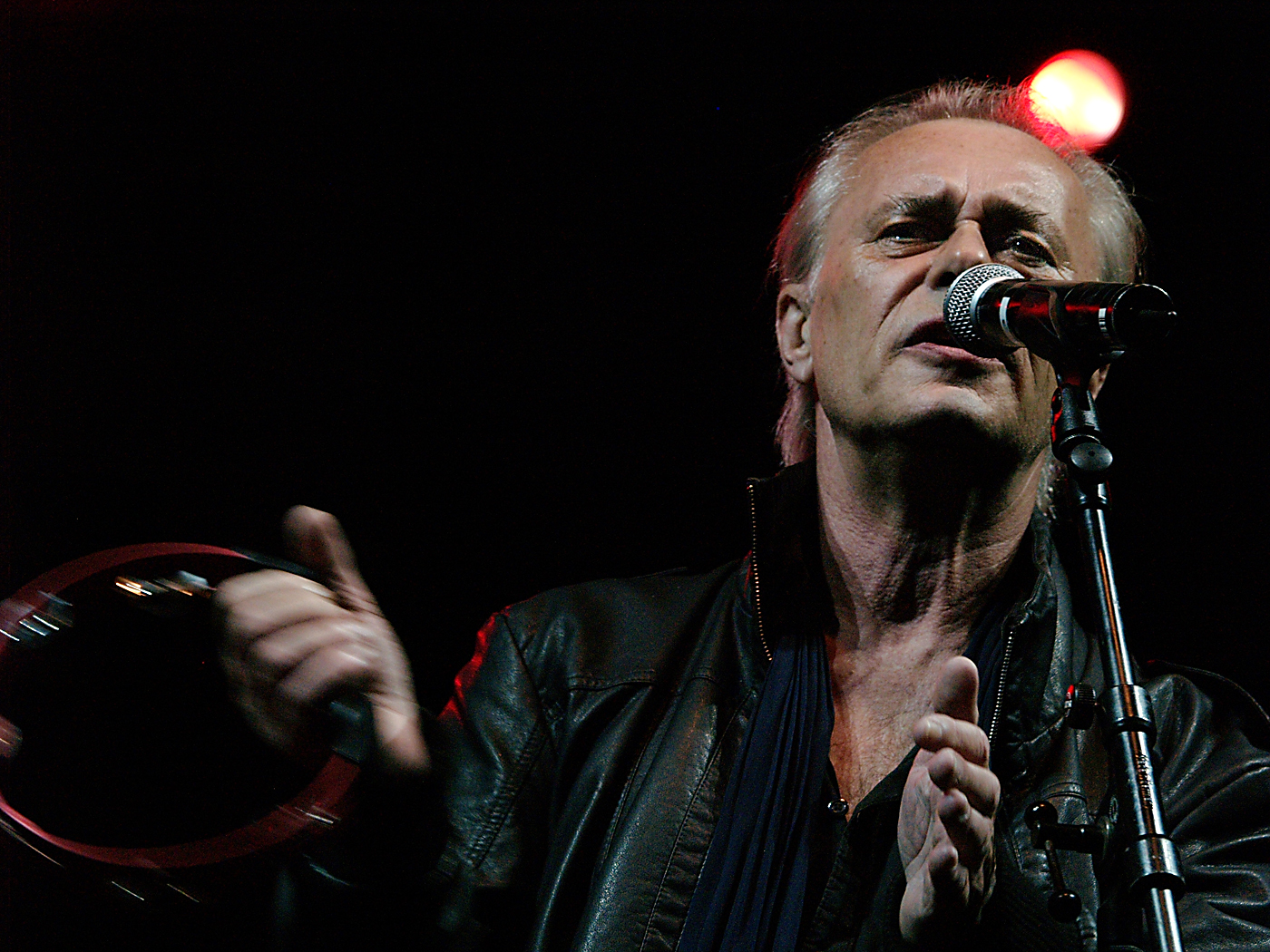
Werther Lohse (2010)

Werther Lohse (* 17. Mai 1950) ist ein deutscher Rockmusiker, der vor allem mit der Gruppe Lift bekannt wurde.

## Leben
Lohse begann 1970 ein Maschinenbau-Studium an der TU Dresden, das er zugunsten eines Studiums an der Hochschule für Musik „Carl Maria von Weber“ in Dresden abbrach. Er belegte dort von 1972 bis 1976 die Fächer Schlagzeug, Klavier und Gesang. Er spielte in der Amateurband Vitamin C und wechselte Mitte 1974 zur 1973 gegründeten Dresdner Band Lift. Dort war er Schlagzeuger und – neben Leadsänger Henry Pacholski – Sänger.
Im Frühjahr 1978 erkrankte Lohse, so dass er die Band verlassen musste. Kurz darauf wechselte er für rund ein Jahr zur Stern-Combo Meißen, wo er als Schlagzeuger und – neben Reinhard Fißler – als Sänger tätig war. Unter anderem sang er einen Solo-Part in dem 40-Minuten-Werk Weißes Gold. Im Januar 1979 kehrte er zu Lift zurück, um die Stelle des tödlich verunglückten Henry Pacholski einzunehmen. Das anschließend produzierte und von Lohse gesungene Lied Am Abend mancher Tage belegte 1980 in der DDR-Jahreshitparade Platz 1. 1984 zerbrach die Band an Unstimmigkeiten über die Stilrichtung. Lohse formierte eine neue Band, die anfangs viele negative Kritiken erhielt. Es folgten weitere Umbesetzungen. Die Band existiert mit einer Unterbrechung von 1991 bis 1993 bis heute.
Lohse nahm mit Lift 2007 und 2009 an den Konzerten der 2007 begonnenen Ostrock-in-Klassik-Tournee teil. Zusammen mit den Bands Stern-Combo Meißen und electra gab er mit Lift Konzerte als „Sachsendreier“.
Nach der Abschiedstournee von Electra 2015 war auch vorerst die Zeit des Sachsendreiers vorbei. Vorerst. Denn seit 2023 macht der Sachsendreier noch einmal flott! Und da es für einen Dreier nun mal drei Bands braucht, stehen neben Lift und Stern Meissen nun die Kultrocker von Karussell neu mit auf der Bühne.
Er lebt in Berlin-Rahnsdorf.

## Diskografie (als Solokünstler)
- 2010: Werther Lohse c/o Lift 1974–2010 (mit Jan Josef Liefers; Buschfunk)

weitere Alben siehe Lift (Band)#Diskografie sowie Weißes Gold und Der weite Weg von Stern-Combo Meißen